# Malinsfjall
Malinsfjall è una montagna alta 750 metri sul mare situata sull'isola di Viðoy, la più settentrionale e la settima per estensione dell'arcipelago delle Isole Fær Øer, in Danimarca.
È la ventinovesima montagna, per altezza, dell'intero arcipelago, e la terza, sempre per altezza, dell'isola.
Sulle pendici del monte sono stati rinvenuti esemplari in ottimo stato di Cabasite-Ca, minerale, tectosilicato di una zeolite.

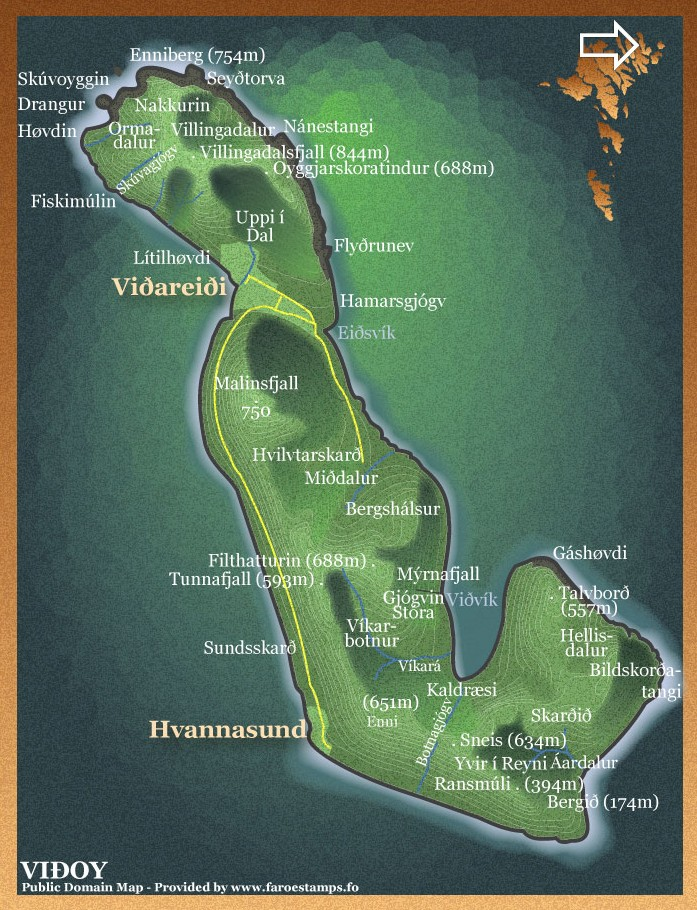
Isola di Viðoy, mappa delle località e delle alture